# Karin Lee
Karin Lee (Vancouver, 21 de novembro de 1960) é uma diretora, artista, escritora e produtora canadenses. Ela é uma professora auxiliar de cinema na Universidade da Colúmbia Britânica no curso de Produção de Teatro e Filme. Lee recebeu um Gemini Awards da Academia Canadense de Filmes e Televisão em 2001 por seu documentário Made in China e foi reconhecida como Artista de Cinema e Nova Mídia de 2014 pelo Prêmio das Artes do Prefeito da Cidade de Vancouver.

## Bigrafia
Lee escreveu, dirigiu e produziu documentários, filmes narrativos e instalações de vídeos, e foi co-fundadora da Top Dollar Sisters Productions, uma casa de produção cinematográfica, em Vancouver.  Ela também é a bisneta de Tsang Quon, o pioneiro chinês que imigrou para o Canadá na década de 1870‚ morou e trabalhou em Barkerville,  Colúmbia Britânica, e de Mah Bing Kee, empresário que imigrou para o Canadá em 1903 e morou em Nanaimo, Colúmbia Britânica. Seu pai, Wally Lee, comandou uma livraria comunista chinesa no Downtown Eastside de Vancouver, nas décadas de 1960 e 1980‚ chamada China Arts and Craft. Em 2004, Karin produziu um filme sobre ele chamado Comrade Dad.

## Prêmios e Nomeações
| Year | Award                                                                                              | Result   |
| 2017 | Vancouver Women in Film and Television, Excellence in Education Award                              | Venceu   |
| 2017 | Vancouver YWCA Woman of Distinction in Education, Training and Development                         | Indicado |
| 2014 | City of Vancouver Mayor‚ Arts Awards, 2014 Film and New Media Artist                               | Venceu   |
| 2013 | Golden Sheaf Award, Yorkton Short Film Festival - Passage of Dreams                                | Indicado |
| 2011 | Vancouver Women in Film and Television Festival, Best Diversity Award -Cedar and Bamboo            | Venceu   |
| 2008 | North American Asian Professionals NAAP, Vancouver, Community Recognition: Spotlight on Leadership | Indicado |
| 2007 | BC Leo Awards, Channel M, Diversity in Cultures - Our Family Pictures                              | Venceu   |
| 2001 | Academy of Canadian Cinema & Television, Gemini: Made in China                                     | Venceu   |
| 2001 | San Diego Asian Film Festival, Best Feature Documentary - Made in China                            | Venceu   |
| 2001 | Hawaii International Film Festival, Best Feature Documentary - Made in China                       | Venceu   |
| 2001 | Yorkton Short Film and Video Festival, Golden Sheaf Award nominee - Made in China                  | Venceu   |

## Filmografia selecionada
| Ano  | Título                                              |
| ---- | --------------------------------------------------- |
| 2016 | Plan B                                              |
| 2012 | Passage of Dreams                                   |
| 2012 | Million Dollar Mile                                 |
| 2011 | Small Pleasures                                     |
| 2010 | 1788 ‚ A history of Chinese and First Nations in BC |
| 2010 | Cedar and Bamboo                                    |
| 2009 | Little Heaven and Earth                             |
| 2007 | Shattered                                           |
| 2005 | Comrade Dad                                         |
| 2005 | Oysters and Chocolate                               |
| 2004 | Sunflower Children                                  |
| 2000 | Made in China                                       |
| 1998 | Canadian Steel, Chinese Grit                        |
| 1997 | Songs of the Phoenix‚ Voices of Chinese women       |
| 1994 | My Sweet Peony                                      |
| 1989 | Dragonlines                                         |